# بریوزکی
بریوزکی (انگلیسی: Beryozki) یک شهرک در بخش آلکسیفسکی استان بلگورود کشور روسیه است.